# FOQUA -Associació Fòrum per la Qualitat
FOQUA -Associació Fòrum per la Qualitat és una associació empresarial d'entitats que atenen a persones amb discapacitat a les Illes Balears, sense ànim de lucre, creada l'octubre de 2005, per a representar i promoure el desenvolupament empresarial, la innovació i la qualitat en el sector de la discapacitat a Balears. És formada per 14 entitats i 1.063 treballadors i representa a 2.200 persones amb discapacitat. També forma part del CERMI Illes Balears. El 2008 va rebre el Premi Ramon Llull.

## Finalitats
- La representació de les seves entitats, i dels seus interessos professionals, laborals, econòmics i socials.
- La negociació col·lectiva
- La innovació en els serveis i en el sector de la discapacitat
- La màxima qualitat en la gestió empresarial, amb la major eficaç.

## Entitats associades
- Associació per a Persones amb Discapacitat Auditiva (ASPAS)
- Centre Especial de Treball de Manacor (APROCEM)
- Vivendes Tutelades Mater
- Institut de Treball Social i Seveis Socials (INTRESS)
- Associació Insular d'Atenció a Persones amb Discapacitat Intel·lectual de Menorca (ASINPROS)
- Associació Mallorquina per a persones amb discapacitat intel·lectual. amadip.esment.